# 電子作戦隊
電子作戦隊（でんしさくせんたい、Electronic Warfare Operations Unit）は、日本の陸上自衛隊が擁する陸上自衛隊朝霞駐屯地（東京都練馬区）に本部が駐屯する陸上総隊隷下のシステム通信科の電子戦部隊である。

## 概要
ネットワーク電子戦システム（NEWS）を運用し、平時には電磁波情報の収集・分析や評価（ELINT）に当たり、有事になれば敵が電波を使って活動するのを無力化する。
2022年（令和4年）3月17日に朝霞駐屯地で電子作戦隊本部および本部付隊、第101電子戦隊を新編するとともに、2021年（令和3年）3月18日に西部方面システム通信群隷下に新編された第301電子戦中隊（健軍駐屯地）を編合し、奄美駐屯地・那覇駐屯地に第301電子戦中隊（健軍駐屯地）の一部、留萌駐屯地・相浦駐屯地・知念分屯地には第101電子戦隊（朝霞駐屯地）の一部を配置した。2023年（令和5年）度末にかけて北海道から南西諸島までの合計10か所に配置される予定である。2024年（令和6年）3月21日には、第1電子隊を改編した第302電子戦中隊（東千歳駐屯地）を編合した。
このように各地に分散配備されるのは、軍用電波を発する外国の部隊・装備の位置などをより詳細に把握できるためである。

## 沿革
- 2022年（令和4年）3月17日：陸上総隊隷下に電子作戦隊を朝霞駐屯地に新編し[2]、第101電子戦隊（朝霞駐屯地）および第301電子戦中隊（健軍駐屯地）[注 1]を隷下に編合[6][7]。
- 2023年（令和5年）3月16日：第101電子戦隊の一部を高田駐屯地、米子駐屯地に、第301電子戦中隊の一部を川内駐屯地に配置[1][8]。
- 2024年（令和6年）3月21日：部隊改編。

1. 第101電子戦隊と第301電子戦中隊の一部を与那国駐屯地に配置[1][9]。
2. 第301電子戦中隊の一部を対馬駐屯地に配置[10]。
3. 北部方面隊の第1電子隊（東千歳駐屯地）を廃止・改編し、電子作戦隊隷下に第302電子戦中隊を東千歳駐屯地に新編[11][12][13]。

- 2025年（令和7年）3月24日：宮古島駐屯地に部隊を配置[14]。

## 部隊編成
特記なければ朝霞駐屯地に駐屯
- 電子作戦隊本部
- 電子作戦隊本部付隊
- 第101電子戦隊[6]
  - 第101電子戦隊本部
  - 一部（名称不明）（留萌駐屯地）
  - 一部（名称不明）（知念分屯地）
  - 一部（名称不明）（高田駐屯地）
  - 一部（名称不明）（与那国駐屯地）[15]
  - 第5電子戦小隊（米子駐屯地）[16]
  - 第6電子戦小隊（相浦駐屯地）[17]
- 第301電子戦中隊（健軍駐屯地）[6]
  - 第301電子戦中隊本部
  - 一部（名称不明）（奄美駐屯地）
  - 第2電子戦小隊（那覇駐屯地）[18]
  - 一部（名称不明）（川内駐屯地）
  - 一部（名称不明）（与那国駐屯地）[15][19]
  - 一部（名称不明）（対馬駐屯地）[20]
- 第302電子戦中隊（東千歳駐屯地）(元第1電子隊)

## 主要装備
- ネットワーク電子戦システム[1]

## 主要幹部
| 官職名       | 階級    | 氏名     | 補職発令日     | 前職                                                                     |
| ------------ | ------- | -------- | -------------- | ------------------------------------------------------------------------ |
| 電子作戦隊長 | 1等陸佐 | 八重沢隼 | 2023年12月22日 | 統合幕僚監部指揮通信システム部 指揮通信システム企画課 電磁波領域企画班長 |

| 代 | 氏名     | 在職期間                        | 前職 | 後職             |
| -- | -------- | ------------------------------- | --- | ---------------- |
| 01 | 門田宏光 | 2022年03月17日 - 2023年12月21日 | 陸上幕僚監部指揮通信システム・情報部 指揮通信システム課指揮通信システム班長 → 2021年8月1日 陸上総隊司令部運用部勤務 | サイバー防護隊長 |
| 02 | 八重沢隼 | 2023年12月22日 -                | 統合幕僚監部指揮通信システム部 指揮通信システム企画課 電磁波領域企画班長                                            |                  |